# Боровое (Коношский район)
Боровое — опустевший поселок в Коношском районе Архангельской области. Входит в состав Ерцевского сельского поселения.

## География
Находится в юго-западной части Архангельской области на расстоянии приблизительно 47 км на запад-юго-запад по прямой от административного центра района поселка Коноша.

## История
Брошенный ведомственный поселок при исправительной колонии ИК-19 (особый режим) Учреждения П-233 МВД РФ (позднее ОУ-250 МВД РФ). Выселен в 1998—1999 годах. Ранее сюда заходила ветка Ерцевской железной дороги.

## Население
Численность населения не была учтена как в 2002 году, так и в 2010.